# Gaston Lenôtre
Gaston-Albert-Célestin Lenôtre (Saint-Nicolas-du-Bosc, 28 maggio 1920 – Sennely, 8 gennaio 2009) è stato un pasticciere francese; considerato uno dei più grandi innovatori nell'arte dolciaria francese degli ultimi decenni.

## Biografia
Gaston Lenôtre e suo fratello Marcel nacquero da Gaston, maestro di salse presso il Grand Hôtel de Paris, e da Éléonore, una delle prime cuoche francesi, che lavorò al servizio del barone di Pereire e presso le residenze di Parigi e Bordeaux di Edmond James de Rothschild. Fra il 1947 e il 1957, Gaston Lenôtre fu pasticcere a Pont-Audemer, in Normandia; in seguito, vendette il suo locale per inaugurare un'altra pasticceria a Parigi. Durante gli anni 1960 Lenôtre lavorò anche come traiteur.
Nel 1968 Gaston Lenôtre aprì un nuovo laboratorio dolciario a Plaisir, nell'Île-de-France, che, tre anni più tardi, divenne la sede della rinomata École Lenôtre, frequentata, fra gli altri, da Alain Ducasse e Pierre Hermé. Con il passare degli anni, Lenôtre esportò il suo know-how in oltre tredici Paesi, inaugurando ristoranti, boutique e una filiale presso il Kaufhaus des Westens di Berlino. Nel 1982 il pasticcere fondò, assieme a Paul Bocuse e Roger Vergé, il Pavillon de France pressò il Walt Disney World Resort di Orlando, in Florida.
Lenôtre morì l'8 gennaio 2009 nella sua casa di Sennely. Il suo funerale venne tenuto quattro giorni più tardi presso la basilica di Notre-Dame-de-la-Couture, a Bernay, ove è sepolto.
Patrick Lenôtre, nipote di Gaston, divenne anch'egli un rinomato chef e pasticcere.